# Be the Reds!
Be the Reds!(비 더 레드!)는 대한민국의 티셔츠로, 2002년 월드컵 때 대한민국 축구 국가대표팀을 응원하기 위해 처음으로 등장한 붉은색 티셔츠였다.

## 같이 보기
- 대한민국 축구 국가대표팀